# Goon: Last of the Enforcers
Goon: Last of the Enforcers é um filme de comédia esporte dirigido por Jay Baruchel e escrito por Jay Baruchel e Jesse Chabot. O filme é estrelado por Elisha Cuthbert, Seann William Scott, Jay Baruchel, Liev Schreiber, Alison Pill,  Wyatt Russel, Marc-André Grondin e Kim Coates. A fotografia principal começou em Toronto em 22 de junho de 2015. Baruchel está fazendo sua estréia como diretor no filme, que é a continuação do filme 2011 Goon.

## Sinopse
Durante um jogo profissional de bloqueio, (do "The Thug" Seann William Scott), a equipe "Highlanders Halifax", se reúne com um grupo de novos jogadores.

## Elenco/personagens
- Seann William Scott - como Doug "The Thug" Glatt[2]
- Liev Schreiber - como Ross "The Boss"[3]
- Alison Pill - Eva Glatt, agora casada com Glatt[4]
- Jay Baruchel - como Pat[5]
- Elisha Cuthbert - interpreta Maria, irmã de Eva.[6]
- Kim Coates - como Ronnie Hortense, treinador dos escoceses
- Wyatt Russel - como Anders Cain, um jovem capitão dos "Highlanders Halifax"
- Marc-André Grondin - como Xavier LaFlamme
- Callum Keith Rennie
- Jason Jones (ator)
- Eugene Levy - como Dr. Glatt
- David Paetkau - como Irmã de Glatt
- Jonathan Cherry - como goleiro Marco "Belchie" Belchior
- Karl Graboshas - como Oleg
- George Tchortov - como Evgeni
- James Duthie
- T.J. Miller
- Tyler Seguin
- Michael Del Zotto
- Brandon Prust
- Colton Orr
- Georges Laraque
- George Parros

## Produção
Em 24 de setembro de 2012, foi anunciado que Jay Baruchel estaria retornando para escrever a sequência do filme Goon de 2011 junto com Jesse Chabot, enquanto Michael Dowse foi definido para voltar a dirigir o filme, e Evan Goldberg para produzir. Em 15 de maio de 2015, foi anunciado que Baruchel faria sua estréia como diretor no filme, intitulado Goon: Último dos Executores, e também voltar para desempenhar o papel de "Pat", enquanto Seann William Scott também gostaria de voltar a jogar o papel de um executor de hóquei, Doug "The Thug" Glatt. Goldberg seria produtor executivo, enquanto David Gross, Jesse Shapira, Jeff Arkuss e André Rouleau seria produtores do filme. Em 08 de junho de 2015 a estrela Elisha Cuthbert se juntou ao elenco do filme junto com Liev Schreiber e Alison Pill elenco do primeiro filme.
Em 10 de junho, 2015, o elenco completo do filme foi anunciado pela "Entertainment One", Wyatt Russell foi cotado para interpretar "Anders Cain", um jovem capitão volátil dos "Highlanders Halifax", Marc-André Grondin interpretar um superstar "Xavier LaFlamme", Kim Coates como "Ronnie Hortense" treinador dos escoceses, pílula iria estrelar como o interesse amoroso de Eva Glatt e Schreiber como Ross "The Boss" Rhea, enquanto Elisha Cuthbert seria Maria, irmã de caráter estranho de Alison Pill (Eva), que agora está casada com "Doug" o Thug. Em um tweet em 07 de julho de 2015 a partir do conjunto do filme, TSN 's Sportscaster James Duthie revelou que ele e TJ Miller foram chamados para interpretar os sportscasters no filme. Em 23 de julho de 2015 jogadores reais da NHL Tyler Seguin e Michael Del Zotto foram vistos no set durante as filmagens, juntamente com Scott. Em 7 de agosto de 2015, um tweet de Georges Laraque afirmou que ele estava indo para o set com Colton Orr e George Parros.

### Filmagens
A fotografia principal do filme começou em 22 de junho de 2015, em Toronto, Ontário. Baruchel também twittou a foto do elenco. No final de junho, as filmagens estava ocorrendo em Hamilton, Corktown área de Ontário, o Centro de Barrie Molson em Barrie em julho até 13 de agosto, 2015 e perto de Bayfront Park em Hamilton.